# Azíz Fahmi
Abd el-Azíz Fahmi, arabul: عبد العزيز فهمي (Kairó, 1908. szeptember 6. – Alexandria, 1969 július) válogatott egyiptomi labdarúgó, kapus.

## Pályafutása
1926 és 1932 között az Al-Ahly labdarúgója volt. 1932 és 1936 között a francia Montpellier csapatában védett. 1936 novemberében – honfitársához, Iszmáíl Rafat hasonlóan – Jules Dewaquez beválogatta a languedoc-i válogatottba egy Côte d'Azur-i válogatott elleni mérkőzésre, ahol további csapattársa volt Kohut Vilmos és Zavadszky István is.. 1936 és 1938 között ismét az Al-Ahly játékosa volt.
Szerepelt az egyiptomi válogatottban az 1934-es olaszországi világbajnokságon.